# نشلاندة
نشلاندة هي قرية في مقاطعة ميانة، إيران. عدد سكان هذه القرية هو 163 في سنة 2006.